# Magnus Daniel Lilliesvärd
Magnus Daniel Lilliesvärd, född 22 april 1693 i Västmanland, död 27 december 1771 i Stockholm, var en svensk friherre och militär.
Magnus Daniel Lilliesvärd var son till löjtnant Gabriel Lilliesvärd och Catharina Silfverström samt far till Johan Magnus Lilliesvärd. Han blev hantlangare vid artilleriet 1709, underfyrverkare där samma år, sergeant 1710, styckjunkare 1712, fänrik 1713 och löjtnant samma år. Lilliesvärd blev kapten vid Upplands tremänningsinfanteriregemente 1717, transporterades till artilleriet i Stockholm 1719 och blev kapten med kompani där 1727. Han blev major 1740, överstelöjtnant 1747, överste i armén 1757 och var överste och chef för garnisonsregementet i Landskrona 1759. Lilliesvärd erhöll generalmajors avsked 1761 och upphöjdes till friherre 1764. Han blev riddare av Svärdsorden 1748.